# Рычкова (Гаринский муниципальный округ)
Рычкова — деревня в Гаринском городском округе Свердловской области России.

## Географическое положение
Деревня Рычкова муниципального образования «Гаринский городской округ» расположена в 3 километрах (по автотрассе в 3 километрах) к северу от посёлка Гари, на правом берегу реки Сосьва (левого притока реки Тавда).

## Население
| 2002 | 2010 | 2021 |
| ---- | ---- | ---- |
| 123  | ↘117 | ↘100 |